# Chaim Arlosoroff

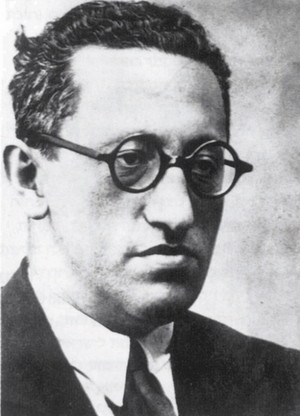
Chaim Arlosoroff (1933)

Vitaly Viktor Chaim Arlosoroff (auch Arlozorov oder Arlozoroff; * 23. Februar 1899 in Romny, Russisches Kaiserreich; † 16. Juni 1933 in Tel Aviv) war ein zionistischer Politiker der sozialistischen Arbeiterpartei Mapai und Gegner des revisionistischen Zionismus um Wladimir Zeʾev Jabotinsky.

## Leben

### Frühe Jahre
Chaim Arlosoroff war ein Enkel des Rabbiners Eliezer Arlosoroff, Rabbiner von Romny, Ukraine. Sein Vater Saul (Schaʾul) war ein wohlhabender Holzhändler, seine Mutter war Laska Tobolovsky aus Suwałki.
Arlosoroff wurde in der Ukraine geboren, doch der Antisemitismus zwang seine Familie, wie Hunderttausende von Juden in Russland, zur Auswanderung; nach einem Pogrom wanderte sie 1905 nach Ostpreußen aus. Sein Vater konnte von einer Geschäftsreise in die Ukraine nicht zurückkehren und starb im Juni 1918 in Petersburg an Cholera.

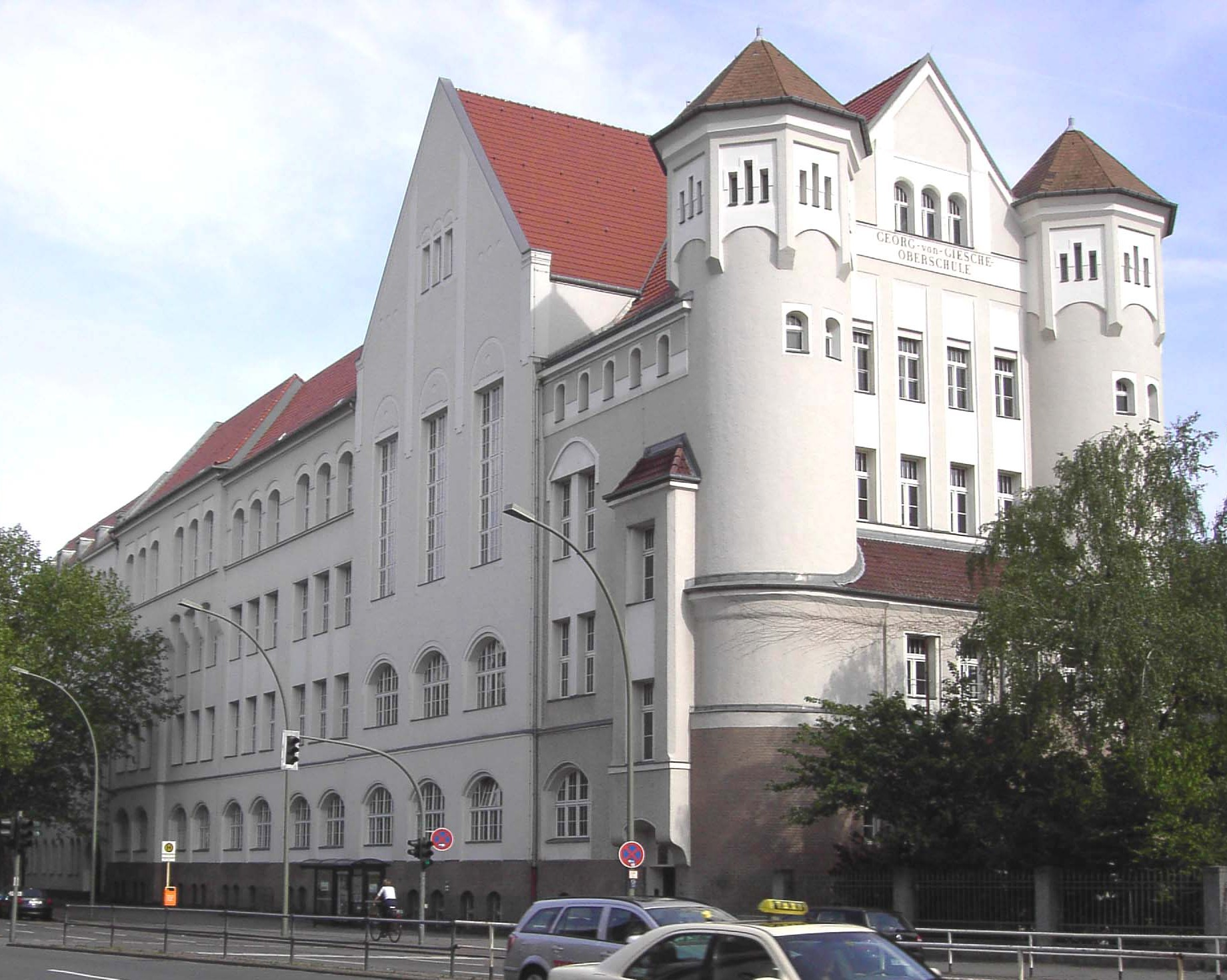
Werner Siemens Realgymnasium

Arlosoroff besuchte das Werner-Siemens-Realgymnasium, interessierte sich für die deutsche Literatur und war so sehr von Deutschland begeistert, dass er sich zu Kriegsbeginn mit 15 Jahren zum Kriegsdienst an die Front melden wollte.
Später studierte er an der Friedrich-Wilhelms-Universität zu Berlin Wirtschaftswissenschaften und wurde 1924 promoviert. In Berlin wurde er Mitglied des Verein Jüdischer Studenten Maccabaea im Kartell Jüdischer Verbindungen.

### Politische Ämter und Aktivitäten
Noch an der Universität schrieb Arlosoroff Artikel über zionistische Themen, wie etwa die Finanzierung der Siedler in Palästina; auch plante er ein Programm zur Zusammenarbeit zwischen Juden und Arabern. Zusammen mit Aharon David Gordon war er der Gründer der sozialistisch-zionistischen Partei HaPoʿel haZaʿir und nahm in ihr eine Führungsposition ein. Sie zog viele Intellektuelle an.
Arlosoroff schrieb für die Die Arbeit, die Monatszeitschrift des Allgemeinen Deutschen Gewerkschaftsbundes.
1924 wanderte Arlosoroff in das Britische Mandatsgebiet Palästina aus. 1926 wurde er zum Vertreter der jüdischen Gemeinschaft in Palästina (Jischuv) beim Völkerbund in Genf gewählt. 1929 wurde die Jewish Agency gegründet, in der die Mapai und Arlosoroff eine bedeutende Rolle spielten.
Am 5. Januar 1930 vereinigten sich HaPoʿel haZaʿir und Achdut haʿAvoda zur Mapai. Bei diesem Zusammenschluss spielte Arlosoroff eine entscheidende Rolle. Arlosoroff wurde zu einem der Vordenker der Mapai, der damals wichtigsten jüdischen politischen Partei, und war ein enger Freund des jüdischen Wissenschaftlers und Staatsmannes Chaim Weizmann. Er galt als der „Kopf“ der politischen Abteilung der Jewish Agency.
Zunächst arbeitete er mit den Briten zusammen, jedoch meinte er später, dass ihnen nicht zu trauen sei und die Juden Risiken eingehen müssten, um sich eine Heimat aufzubauen. Er befürwortete insofern den Abschluss des Haʿavara-Abkommens mit dem Deutschen Reich.

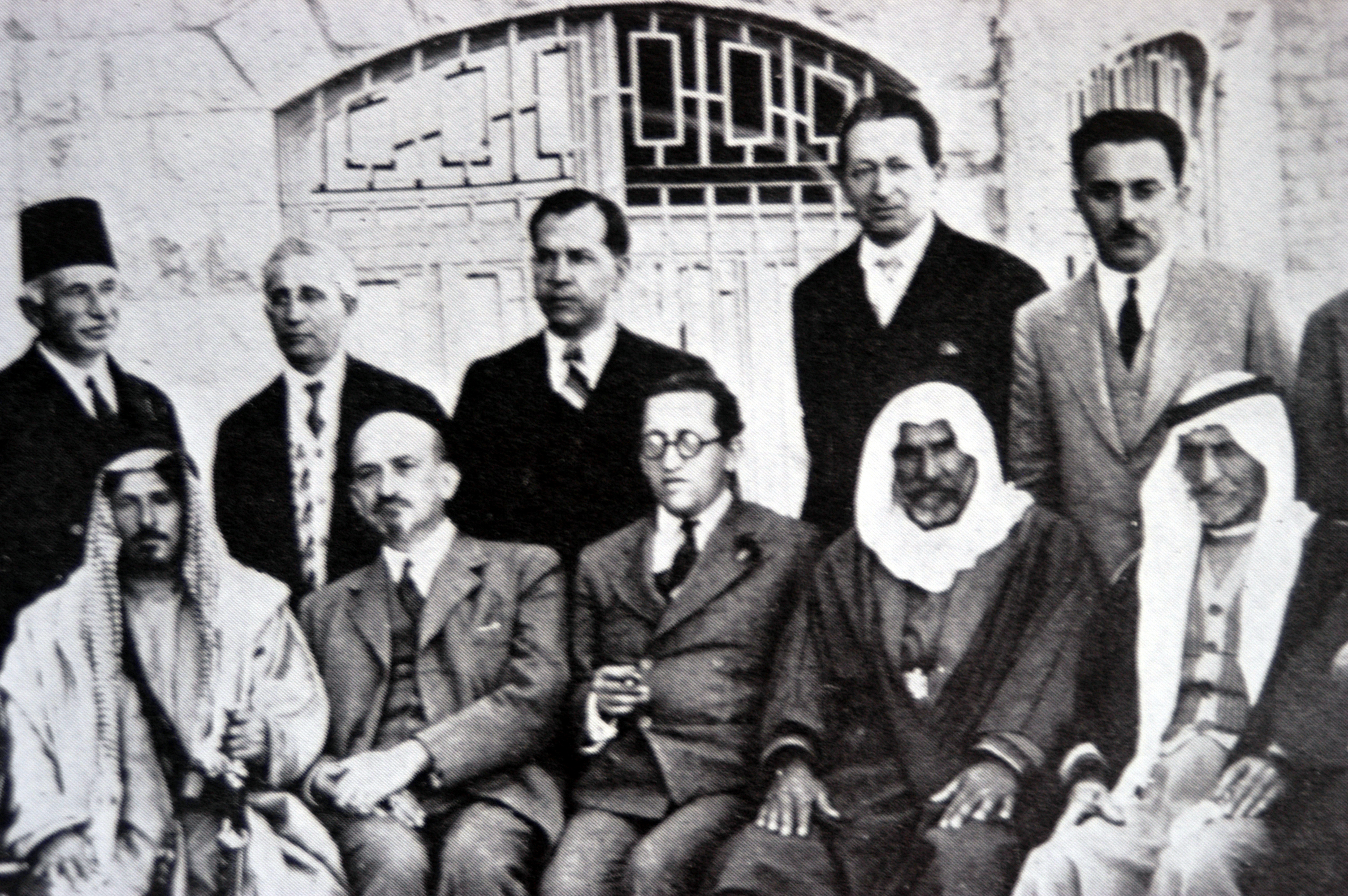
Chaim Arlosoroff (in der Mitte, sitzend) mit Chaim Weizmann (links von ihm) bei dem Treffen mit arabischen Führern im King David Hotel, Jerusalem, 8. April 1933. Rechts Mosche Shertok (Sharett) und Yitzhak Ben-Zvi. Die Repräsentanten Transjordaniens waren Scheich Mithqal Pasha al-Faiz, Stammes-Führer der Bani Sakhr; Rashid Pasha al-Khaza'i, oberster Scheich der Mount Ajlun; Mitri Pasha Zurikat, christlicher Führer des Distrikt al-Karak; Shams-ud-Din Bey Sami, circassischer Führer, und Salim Pasha Abu al-Ajam, oberster Scheich der Belka-Region.

Am 8. April 1933 organisierte Arlosoroff im Auftrag der Jewish Agency ein Treffen im King David Hotel in Jerusalem. Weizmann traf sich dort mit führenden Arabern aus dem britischen Mandatsgebiet. Wegen der vereinbarten Zusammenarbeit wurden sowohl die teilnehmenden Araber als auch Arlosoroff kritisiert. Anfeindungen gegen ihn kamen vor allem aus der Misrachi, die seinen Rücktritt forderte. Radikale Zionisten sprachen Arlosoroff das Recht zu leben ab.

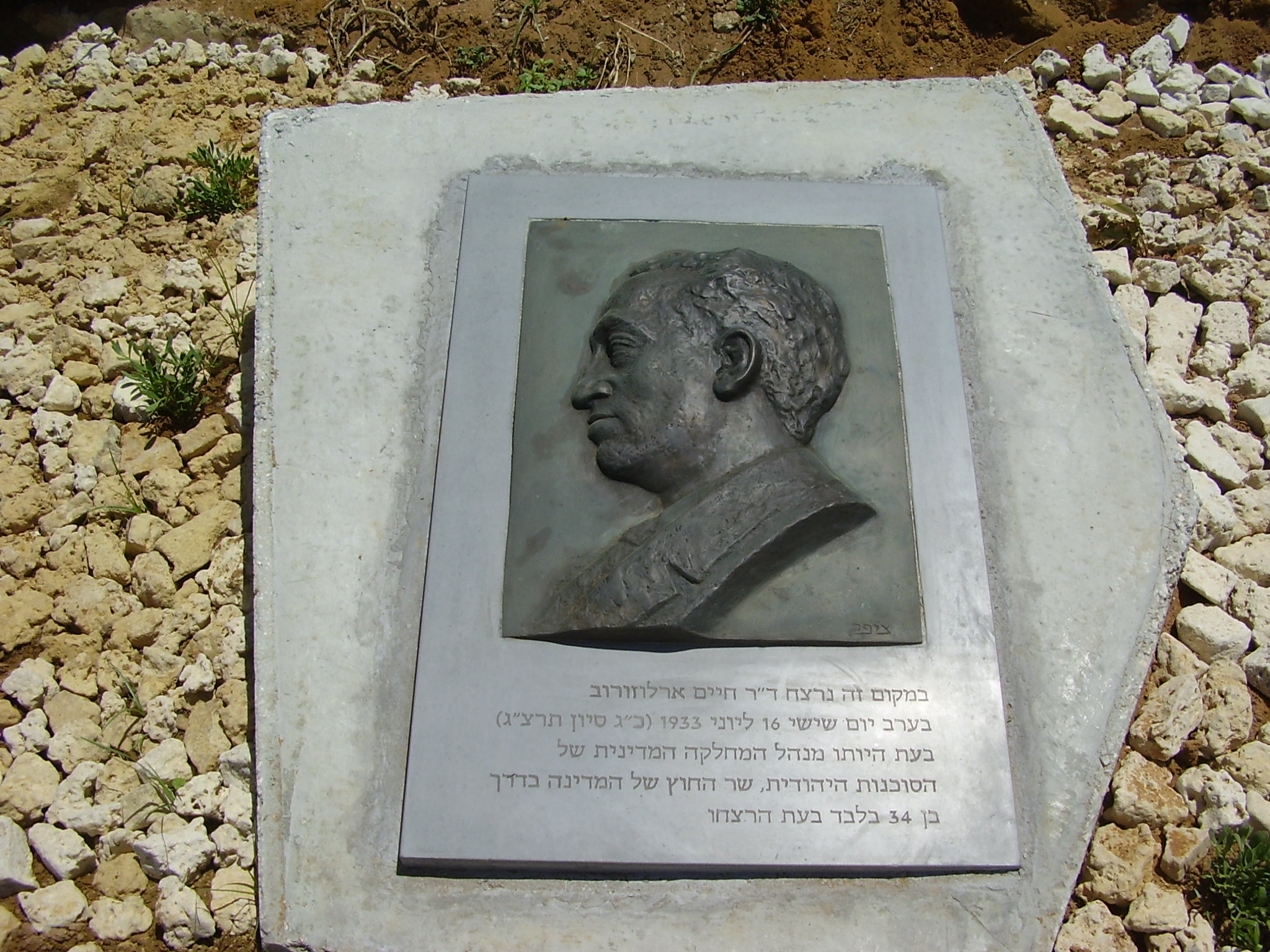
Gedenkstein für Chaim Arlosoroff an der Stelle seiner Ermordung in Tel Aviv

### Politische Positionen
Anfang der 1930er Jahre gab es zwei zionistische Hauptparteien in Palästina, die Mapai, eine sozialistische Arbeiterpartei, und die so genannten Revisionisten, eine politisch rechts eingeordnete Partei. Die Kluft zwischen den beiden Gruppierungen hatte sich während des Ersten Weltkriegs entwickelt und setzte sich in Mandats-Palästina fort. Die Mapai wurde weltweit von der World Zionist Organization vertreten, unter jüdischen Palästinensern fanden sich Anhänger beider Richtungen. Geführt von David Ben-Gurion ermutigte sie die Massenimmigration und Besiedlung des Landes. Die Führung kooperierte zunächst mit der britischen Mandatsverwaltung Government of Palestine. Der Zionismus war „praktisch“ orientiert: Durch die Besiedlung des Landes sollte ein späterer Anspruch auf Staatsgründung begründet werden.
Die revisionistische Fraktion unter Wladimir Jabotinsky stützte sich dagegen auf Prinzipien des so genannten „politischen Zionismus“. Zunächst sollte das ganze Land unter Kontrolle gebracht werden, danach sollte es besiedelt und kultiviert werden. Die Unabhängigkeit von der britischen Mandatsverwaltung wurde als einziger Weg zur Errichtung eines jüdischen Staates angesehen. Die Spannungen wurden schärfer, als die Mapai die Verhandlungen mit Deutschland förderte, die von Arlosoroff vorangetrieben wurden. Die Revisionisten, besonders der geheime Untergrund-Verband Brit HaBirionim, übten scharfe Kritik an der Bereitschaft von Vertretern der Mapai, mit dem Deutschen Reich über die Aussiedlung von Juden nach Palästina zu verhandeln, während gleichzeitig ein jüdischer Boykott deutscher Waren erklärt worden war.
Auch Arlosoroffs Überzeugung von der Notwendigkeit einer kompromissbereiten Verständigung mit den Arabern trug ihm die Feindschaft der religiösen Zionisten der Mizrachim-Bewegung wie der Revisionisten ein.

### Ermordung
Am 16. Juni 1933 wurde Arlosoroff kurz nach seiner Rückkehr von den Haʿavara-Verhandlungen in Deutschland durch den Pistolenschuss eines Attentäters schwer verletzt, als er mit seiner Frau Sima, geb. Rubin, am Strand von Tel Aviv entlangging. Er verstarb am folgenden Tag im Krankenhaus. Wer der Attentäter war, ist bis heute ungeklärt. Zunächst wurden drei Verdächtige angeklagt. Zwei von ihnen, Zvi Rosenblatt und Aba Achimeʾir, wurden freigesprochen. Die Mapai von Ben-Gurion konzentrierte ihren Wahlkampf auf den Mord und die angebliche Beteiligung der konkurrierenden revisionistischen Zionisten um Wladimir Jabotinsky. Am 8. Juni 1934 wurde Abraham Stavsky in politisch aufgeladener Atmosphäre zum Tode verurteilt. Der aschkenasische Oberrabbiner von Palästina, Abraham Isaak Kook, führte eine Kampagne gegen das Urteil. Die Verteidiger beschuldigten die Polizei, die Zeugenaussage von Arlosoroffs Ehefrau Sima beeinflusst und aus politischen Gründen Beweismittel manipuliert zu haben. Das Todesurteil wurde vom obersten Appellationsgerichtshof aufgehoben und Stavsky freigesprochen. Eine von Menachem Begin 1982 initiierte Untersuchungskommission entlastete Stavsky nochmals, ohne andere Verdächtige zu benennen.

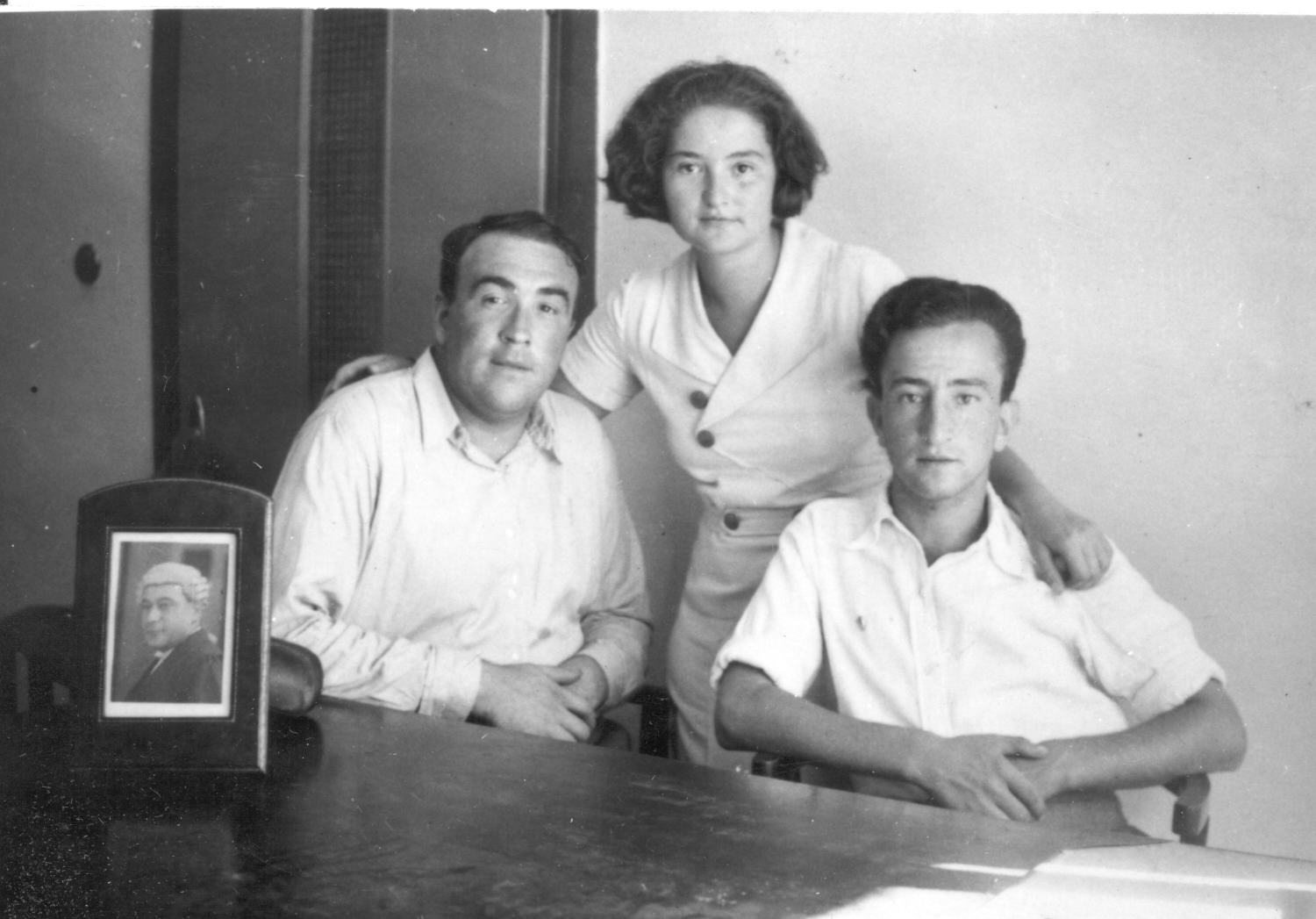
Die des Mordes an Arlosoroff Angeklagten: Abraham Stavsky, links, Zvi Rosenblatt, rechts, unmittelbar nach ihrer Entlassung aus dem Gefängnis, auf dem Tisch das Porträt von Horace Samuel, ihrem Anwalt. Hinter ihnen: Sonia Achimeʾir, Ehefrau Aba Achimeʾirs

### Privates und Familie
Um 1918 war Arlosoroff mit einer Mitschülerin seiner Schwestern Lisa und Dora, Magda Goebbels, zum damaligen Zeitpunkt noch Magda Friedländer, liiert, die ihn heiraten und zum jüdischen Glauben übertreten wollte, dann aber die Ehefrau des Industriellen Günther Quandt und später die Frau von Joseph Goebbels wurde.
In erster Ehe war Chaim Arlosoroff ab 1919 mit der Journalistin, Korrespondentin und Autorin Gerda Luft (geb. Goldberg) verheiratet. Aus der Ehe ging eine Tochter hervor, Schulamit Gurevich (Arlosoroff; 1919–1997). 1924 wanderte das Paar mit der gemeinsamen Tochter nach Palästina aus. 
Auf einer Vortragsreise in Estland 1923 hatte Arlosoroff Sima Rubin (1901–1976) aus Tallinn kennen und lieben gelernt. Er zog 1924 mit Rubin und ihrer Tochter Navah aus erster Ehe zusammen, die ebenfalls Alija gemacht hatten. Gerda Arlosoroff begann ihre Karriere als Journalistin und begegnete später ihrem zweiten Mann Zvi Luft. Gerda und Chaim ließen sich 1927 in Berlin scheiden, bevor beide ihre neuen Partner heirateten. Gerda Luft hat durch ihre kritischen Reportagen viele Jahre hindurch das Palästina-Bild der deutschen Zionisten beeinflusst. Neben der Jüdischen Rundschau schrieb sie auch für Palästina, das Mitteilungsblatt (MB der deutschsprachigen Einwanderer) und die Jerusalem Post. Von 1955 bis 1970 war sie Israel-Korrespondentin der Neuen Zürcher Zeitung. 1977 veröffentlichte sie ihr Buch Heimkehr ins Unbekannte.
Schaʾul Arlosoroff (1930–2024), der Sohn Chaim und Sima Arlosoroffs, war Israels bekanntester Bewässerungsexperte und Direktor von Mekorot, einer staatlichen Firma der israelischen Wasserversorgung.

## Ehrungen
Nach Arlosoroff sind Straßen in der Schreibweise Arlosorov im Zentrum von Tel Aviv und in zahlreichen anderen israelischen Städten benannt, sowie auch der Kibbuz Givʿat Chaim. 2009 wurde ein Denkmal an der Stelle seiner Ermordung errichtet.